# 内山正雄
内山 正雄（うちやま まさお、1917年 - 2009年）は、日本の造園学者。東京農業大学などで後進の育成にあたり、日本造園学会会長などを歴任した。
東京府東京市日本橋区葺屋町（現・中央区日本橋人形町）生まれ、豊多摩郡中野町（現・中野区）育ち。実家は商店を営む。京華中学校を経て、1934年に東京農業大学に進学した。1939年に同大学卒業後、東京市役所に勤務するが、1943年、海軍航空隊に招集された。戦後、東京都庁に復員する際、国家公務員の身分となって戦災復興院に出向し、その後建設省まで二十数年勤務した。
1969年より東京農業大学に勤務し、研究・教育の傍ら、国家公務員試験作成や造園施工管理技士試験作成にも関与した。同大学退職後は株式会社都市計画研究所、昭和女子大学生活美学科、その他各種委員会委員として関与した。

## 受賞
- 1976年 - 第4回日本公園緑地協会北村賞
- 1988年 - 第7回日本造園学会上原賞

## 主な著書
- 都市緑地の計画と設計（編者 彰国社, 1987）
- 代々木の森（共著.郷学舎, 1981.東京公園文庫 20).
- 東京の遊園地（共著.郷学舎, 1981. 東京公園文庫 39)
- 土地とランドスケ-プ : その進展,デザインおよびコントロール（ブレンダ・コルビン 著 ; 共訳  日本公園緑地協会）
- 造園用語辞典 (彰国社, 1985 東京農業大学農学部造園学科造園用語辞典編集委員会 編)